# Lago Jinniu
O Lago Jinniu localiza-se perto de Nanquim, China, e é o maior largo artificial dessa cidade. A sua profundidade média é de 11 metros, sendo o ponto mais profundo de 27 metros. Cobre uma área de 16.665.000 metros quadrados, com largura máxima de 6.400 metros e comprimento máximo de 3.500 metros. O lago está classificado como uma Área Paisagística Nacional AAA, Área de Conservação Paisagísticca Aquática Nacional e Geoparque Nacional. Localiza-se no Lago Jinniu a Infraestrutura de Vela do Lago Jinniu, que recebe a vela nos Jogos Olímpicos de Verão da Juventude de 2014.